# Ophiorrhiza nandanica
Ophiorrhiza nandanica är en måreväxtart som beskrevs av Hsien Shui Lo. Ophiorrhiza nandanica ingår i släktet Ophiorrhiza och familjen måreväxter. Inga underarter finns listade i Catalogue of Life.